# Neoplocaederus bennigseni
Neoplocaederus bennigseni là một loài bọ cánh cứng trong họ Cerambycidae.